# Prends ta Rolls et va pointer
Pour plus de détails, voir Fiche technique et Distribution.
Prends ta rolls et va pointer est un  film français, réalisé par Richard Balducci et sorti en 1981.

## Synopsis
Camille Vignault est ouvrier à la chaîne dans une usine d'embouteillage de vin. À la suite d'un accident de travail, il bénéficie de 2 semaines d'arrêt et en profite pour aller se reposer avec sa petite famille chez des cousins viticulteurs dans le Roussillon. Le séjour n'est pourtant pas de tout repos, les invités étant réquisitionnés pour les tâches de la ferme. C'est alors qu'ils découvrent dans une grange une vieille Rolls-Royce abandonnée depuis 1940, il semble que cela soit une Rolls-Royce Phantom I. Camille va proposer le rachat de cette automobile pour une bouchée de pain à Alphonse, son cousin, pour 700 francs, et voici toute la petite famille en voyage dans une voiture habituellement réservée à une tout autre classe sociale. Ils s'en vont pour l'Espagne, emmener les enfants à la mer. La voiture est un très vieux modèle et consomme énormément de carburant. À la station-service, Camille met pour 565 francs d'essence, une fortune ! Ils atterrissent dans un palace. 
La voiture tombe en panne. Ils vont dans un garage et le garagiste du coin leur dit qu'il ne peut réparer seul la voiture. Ils appellent la firme anglaise. À Londres, la nouvelle déclenche un certain émoi car ce modèle très rare est précisément celui qui manque au musée de la célèbre marque. Deux ingénieurs de la firme viennent de Londres le lendemain pour faire une offre de rachat se montant à 10 000 nouveaux francs. Camille accepte. L'offre se voit accompagner d'une Rolls-Royce Silver Shadow neuve. Lui et sa femme n'en reviennent pas. D'autres aventures vont ponctuer leur voyage. Enfin, les vacances touchant à leur fin, la plus jeune des filles de la famille insiste pour jouer à la loterie. Et contre toute attente, les numéros joués sont les bons. La famille finit donc le film millionnaire... et heureuse.

## Fiche technique
- Titre : Prends ta rolls et va pointer
- Réalisation : Richard Balducci
- Scénario : Richard Balducci et René Havard
- Production : Denise Petitdidier
- Société de production : Les productions du Daunou
- Dialogue : René Havard
- Montage : Claude Pérol
- Costume : Magali Fustier-Dray
- Photographie : Marcel Combes
- Musique : Gilles Tinayre
- Distributeur : Variety 7
- Pays d'origine :  France
- Format : Couleurs
- Genre : comédie
- Durée : 96 minutes
- Dates de tournages : avril- mai 1981
- Date de sortie : 12 août 1981

## Distribution
- Jean Lefebvre : Camille Vignault
- Micheline Luccioni : Germaine Vignault
- Patricia Elig (créditée Patricia Giles) : Mireille Vignault
- Marco Perrin : Alphonse
- Jacques Ardouin : L'ingénieur Rolls Royce
- Henri Génès : Le douanier à l'accent
- Max Montavon : Le douanier efféminé
- Bruna Giraldi : Pénélope
- Gérard Hernandez : Antonio, le garagiste espagnol
- Maria Montalba : Mari-Carmen
- Fred Pasquali : Pépé
- Robert Dalban : Bruno, le routier
- Bouboule : Policier motard
- Philippe Castelli : Pérol, le propriétaire du pavillon
- Jean Saudray : Le paysan manifestant
- Gilbert Servien :
- Virginie Blanc : Alicia Vignault
- Nicolas Papineau : Patrick Vignault

## Production
Le film est tourné dans les Pyrénées-Orientales, majoritairement à Canet-en-Roussillon, avec quelques scènes à Collioure, Port-Vendres et Les Cluses.

## Box-Office
Le film a réalisé 692 876 entrées en France.